# ジュリアン・オフレ・ド・ラ・メトリー

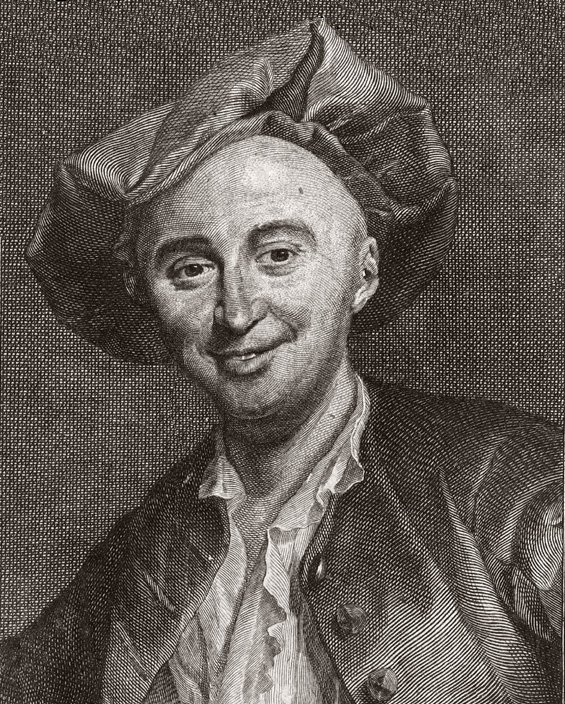
ジュリアン・オフレ・ド・ラ・メトリー

ジュリアン・オフレ・ド・ラ・メトリー（Julien Offray de La Mettrie, 1709年12月19日-1751年11月11日）は、フランスの哲学者、医師。啓蒙期フランスの代表的な唯物論者である。

## 略歴
ブルターニュ沿岸のサン・マロに生まれた。生家は富裕な絹商人であり、家業を継がされるはずが利発なところからコレージュ・ド・クーサンスに入学させた。まもなくカーンのヤンセン派の学校で修辞学の課程を学び、1725年コレージュ・ダルクールで哲学年級の課程を修めている。同郷人の医師ユノー（Hunauld）の成功に刺激されて神学の道を捨てて医学を学ぶために1733年にライデン大学に赴き、ブールハーフェの弟子となる。1734年からサン・マロで医師開業の登録を受けながら、ライデン大学でなおもブールハーヴェの講義を聴きに行っている。1735年にブールハーフェの『花柳病論』の翻訳に注釈をしてパリで出版をしているが、これがラ・メトリの最初の著作である。翌年パリ医科大学の医学者アストリュック（Jean Astruc）に批判され、1747年まで続いたパリの医師すべてをやり玉に挙げた論戦を展開する。
1739年、マリー・ルイズ・ドロノーという寡婦と結婚している。1742年にパリに出て同郷の医師による推薦で、グラモン公の指揮するフランス近衛連隊の軍医となり、オーストリア継承戦争に参加してフランドルの戦役に従軍する。1744年のフリブール攻囲戦で熱病にかかり、多くの傷病兵を看取った体験とともにラ・メトリの思想の転機となった。1745年に発表した『霊魂の自然史』にあらわれた思想が連隊付きの説教師により無信仰と攻撃され、連隊を去り、リール、ヘント、ブリュッセルなどの野戦病院の監督医官に任命された。しかもパリ医科大学の無知と腐敗を攻撃した文書を出し続けていたために、1746年7月9日に彼の著書が広場で焼かれ、職を辞してガンから国境を越えてライデンに逃れ『人間機械論』を著して、自身の唯物論を完成させた。1748年おそらくモーペルテュイの斡旋によりプロイセンに亡命して2月8日、ポツダムに到着する。フリードリヒ2世の侍読として仕える。駐独フランス大使の重病を治し、その全快祝いの祝宴に招かれたあと病にかかり、自ら瀉血・温浴を試みたが数日後に死亡した。

## 思想
37歳の時に著した『人間機械論』は、霊魂の存在を否定し、デカルトの動物機械説を人間にも適用し機械論的な生命観を提唱した。ラ・メトリーはその著作で、足は歩く筋肉であり、脳髄は考える筋肉であるとした。100年近く前にデカルトが唱えていた人間を精神と肉体とでできた機械（デカルト的二元論）とみる発想よりも「機械論」に徹していた。

## 著作
- 『花柳病論注釈　Aphrodisiacus』1735年
- 『眩暈論　Traité du vertige』1737年
- 『痘瘡論　Traité de la petite vérole』1740年
- 『機知についてならびに才人気取りの人々について　Essai sur l'esprit et les beaux esprits』1740年
- 『ブールハーフェ氏の著作より抜粋せる科学理論の要約　Abérég de la théorie chimique,tiré des propres écrits de M.Boerhaave』1740年
- 『仇討ちをした外科医　Saint-Côme vengé』1744年
- 『マキャヴェルリの医師の政策、医者に開かれた出世の道　Politique du médicin de Machiavel ou le chemin de la Fortune ouvert aux médicins』1745年
- 『仕返しをした医科大学　La Faculte vengée,comédie en trois actes』1747年
- 『ペネロップの仕事　L'Ouvrage de Pénélope』1747年
- 『人間機械論  L'homme-machine』1747年（杉捷夫訳、岩波書店、1932年）
- 『喘息論　Un traité de l'Asthme』1748年
- 『改宗した外科医　Le Chirurgien Converti』1748年
- 『人間植物論　L'Homme-Plante』1748年
- 『機械以上の人間　L'Homme plus que Machine』1748年
- 『反セネカ論、幸福論　Anti-Sénèque ou discours sur le bonheur』1748年
- 『エピクロスの学説　Système d'Epicure』1750年
- 『享楽術　L'Art de Jouir』1751年

## 伝記
日本語に翻訳された文献
- ド・ラ・メトリ著、杉捷夫訳『人間機械論』岩波文庫、1932年[1]

日本語に翻訳されていない文献
- ピエール・ルメー（Pierre Lemée）, "Offray de la Mettrie", Saint-Malo, 1925
- レイモン・ボアシエ（Dr Raymond Boissier）, "La Mettrie, Médecin", Pamphlétaire et Philosophe, 1931